# Portal fortificat de Prades
Portal fortificat de Prades és una porta fortificada, monument protegit com a bé cultural d'interès nacional del municipi de Prades al Baix Camp.

## Descripció
Dels diversos indrets típics que conserva la vila de Prades, hom assenyala el petit arc que hi ha on existí el barri gòtic de Prades. Cal tenir en compte que la vila ha estat objecte, repetidament, d'esdeveniments bèl·lics. Així ocorregué durant la guerra contra el Rei Joan II, també en la Guerra de Separació, quan ocupada la vila, foren enderrocades les muralles. En els temps carlins, en l'espai d'onze mesos, la vila fou incendiada dues vegades.
És a tocar l'església.

## Història
L'any 1324 va ser creat el Comtat de Prades en favor de l'infant Ramon Berenguer. El Comtat de "les muntanyes de Prades" tingué a veure amb la Baronia d'Entença. El 1341 l'infant esmentat permutà el Comtat de Prades pel d'Empúries. El 4 de febrer de 1408 el Rei Martí concedí el Consell d'aquesta vila pròrroga, per cinc anys, de l'impost que llavors gravava el pa, el vi i la carn, per tal que continués la construcció de la muralla i els valls de la mateixa vila.